# AZ Tower
AZ Tower – wieżowiec położony w Brnie w Czechach. Obecnie jest to najwyższy budynek w kraju. Budowa wieżowca rozpoczęła się w 2011 roku, a zakończyła w kwietniu 2013 roku. Budynek ma wysokość 111 m, powierzchnię użytkową 17 000 m². Posiada 30 kondygnacji.